# Malin Ödmann
Malin Katarina Ödmann, född 23 november 1876 i Gävle, död 8 december 1931 i Stockholm, var en svensk författare, journalist och tecknare. Pseudonymer: Madame Chic; Fru Händig.

## Biografi
Malin Ödmann var dotter till redaktören Gabriel Ödmann och Alma Küsel och fick utbildning vid Franska skolan i Gävle.
Ödmann medarbetade i ett flertal tidningar och tidskrifter med noveller och kåserier. Författarskapet utgjordes även av ett antal barnböcker. Hon tecknade även illustrationer till de egna böckerna och i några av Barnbiblioteket Sagas häften, samt utförde i mindre omfattning även tecknad konst. Hon är representerad vid Uppsala universitetsbibliotek.
Malin Ödmann är begravd på Norra begravningsplatsen utanför Stockholm.